# HD 66242
HD 66242，又名BD-05 2339，SAO 135406、HR 3150，是一颗恒星，视星等为6.33，位于銀經226.95，銀緯12.67，其B1900.0坐标为赤經7h 57m 31.1s，赤緯-6° 12.67′ 30″。